# Staffield
Staffield är en ort i civil parish Kirkoswald i grevskapet Cumbria i England. Orten är belägen 14 km från Penrith. Staffield var en civil parish 1866–1934 när det uppgick i Kirkoswald. Parish hade 193 invånare år 1931.